# Mohamed Si Youcef
 (avril 2013).
Mohamed Si Youcef (en arabe : سي يوسف محمد), né le 10 juin 1954 à Mascara en Algérie, est un homme politique algérien. Il est ministre de l’Intérieur, des Collectivités Locales et de l'Aménagement du Territoire, sous la présidence de Abdelaziz Bouteflika, du 23 décembre 1999 au 5 mai 2003.

## Biographie
Diplômé de l’École Nationale d'architecture (ENA) a occupé plusieurs postes et tâches administratives, il a évolué dans plusieurs postes de responsabilité, en tant qu'administrateur, sous directeur de l'administration locale, chef de daïra dans plusieurs régions de pays, directeur de l'administration locale de plusieurs wilayas, il a occupé également le poste du secrétaire général de la wilaya d'Oran avant qu'il soit désigné premier responsable exécutif à la tête de la wilaya de Mascara.